# P. K. Vasudevan Nair

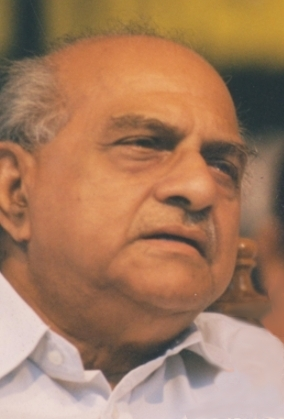
P.K. Vasudevan Nair

Padayatt Kesavapillai Vasudevan Nair (Malayalam പി.കെ. വാസുദേവൻ നായർ; * 2. März 1926 in Kirangur, Travancore, Britisch-Indien; † 12. Juli 2005 in Delhi) war ein indischer Politiker der Communist Party of India CPI, der unter anderem mehrmals Mitglied der Lok Sabha, des Unterhauses des indischen Parlaments, sowie zwischen 1978 und 1979 Chief Minister von Kerala war.

## Leben
Padayatt Kesavapillai Vasudevan Nair, Sohn von V. N. Kesava Pillai und Nanikutty Amma, absolvierte ein Studium an der University of Kerala, welches er mit einem Bachelor of Science (B.Sc.) beendete. Ein Studium der Rechtswissenschaften am Government Law College in Trivandrum und schloss er mit einem Bachelor of Laws (LL.B.) ab. Bei der Parlamentswahl in Indien 1957 wurde er für die Kommunistische Partei Indiens CPI (Communist Party of India) im Wahlkreis „Thiruvalla“ erstmals zum Mitglied der Lok Sabha gewählt, des Unterhauses des indischen Parlaments (Bhāratīya Sansad), und gehörte dieser nach seinen Wiederwahlen bei der Wahl vom 19. bis 25. Februar 1962 im Wahlkreis „Ambalappuzha“ sowie der Wahl vom 15. bis 21. Februar 1967 im Wahlkreis „Peermade“ bis zur Parlamentswahl vom 1. bis 10. März 1971 an.

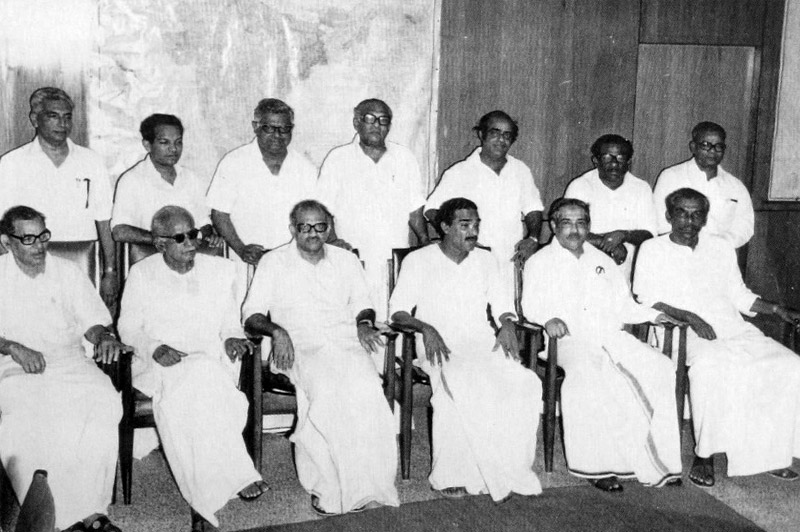
Das Kabinett von Chief Minister P. K. Vasudevan Nair (1978)

1977 wurde Vasudevan Nair für die CPI im Wahlkreis „Alappuzha“ zum Mitglied der Kerala Legislative Assembly gewählt, des Parlaments des Bundesstaates Kerala, und gehörte dieser bis 1982 an. Im Kabinett von Premierminister A. K. Antony vom Indischen Nationalkongress (INC) bekleidete er zwischen 1977 und 1978 den Posten als Industrieminister in der Staatsregierung von Kerala. Im Anschluss wurde er am 29. Oktober 1978 als Nachfolger von A. K. Antony selbst Chief Minister von Kerala und bekleidete dieses Amt bis zum 7. Oktober 1979, woraufhin C. H. Mohammed Koya vom Muslim League Kerala State Committee neuer Chief Minister wurde. 1984 übernahm er von S. Kumaran die Funktion als Sekretär des Parteikomitees der CPI des Bundesstaats Kerala und behielt diese Funktion bis zu seiner Ablösung durch Veliyam Bharghavan 1998.
Bei der Parlamentswahl in Indien zwischen dem 20. April 2004 und dem 10. Mai 2004 wurde P. K. Vasudevan Nair im Wahlkreis „Thiruvananthapuram“ noch einmal zum Mitglied der Lok Sabha gewählt und gehörte dieser nunmehr bis zu seinem Tode am 12. Juli 2005 an. Während seiner neuerlichen Parlamentszugehörigkeit war er in dieser 14. Legislaturperiode Vorsitzender des Arbeitsausschusses sowie Mitglied des Ausschusses für allgemeine Aufgaben. Aus seiner am 1. Mai 1948 geschlossenen Ehe mit K. P. Lakshmi Kutty Amma gingen drei Söhne und zwei Töchter hervor.